# Kanosh, Utah
Kanosh, Utah (енгл. Kanosh) град је у америчкој савезној држави Јута.

## Демографија
По попису из 2010. године број становника је 474, што је 11 (-2,3%) становника мање него 2000. године.
| Група             | 2000.       | 2010.       |
| Белци             | 459 (94,6%) | 431 (90,9%) |
| Афроамериканци    | 0 (0,0%)    | 0 (0,0%)    |
| Азијати           | 0 (0,0%)    | 0 (0,0%)    |
| Хиспаноамериканци | 18 (3,7%)   | 36 (7,6%)   |
| Укупно            | 485         | 474         |